# Districtul Hajdúböszörmény
Hajdúböszörmény (în maghiară Hajdúböszörményi járás) este un district în județul Hajdú-Bihar, Ungaria.
Districtul are o suprafață de 471,43 km2 și o populație de 40.424 locuitori (2013).